# Den Burg
Den Burg (Tessels : de Burreg) je vas v občini Texel v provinci Severna Holandija.
Den Burg je največja vas na nizozemskem Vatskem otoku Texel. Ima 7.555 prebivalcev (2021); to je več kot polovica vseh prebivalcev otoka Texel. V vasi so tudi občinska hiša občine Texel, javna knjižnica, kino in bazen.

## Zgodovina
Arheološka izkopavanja so pokazala, da je kraj, kjer se nahaja vas, poseljen že dolgo. V vasi je verjetno obstajal frizijski grad, ki so ga uničili Franki v sedmem stoletju. 
V letih 1345/1346 je grof Janez Beaumontski vas ponovno obdal z obzidjem. Poleg samostanskega dvora (ali uithofa) v vasi je dal pozidati upravno središče otoka. Obročast vzorec ulic v središču spominja na značaj trdnjave. Stara občinska dvorana se nahaja v eni najstarejših hiš v Den Burgu.
Druga svetovna vojna
V času druge svetovne vojne je vas Den Burg veliko pretrpela med uporom Gruzijcev. Obstreljevanje z minometami je resno poškodovalo številne zgradbe, vključno s spomeniki. Po ukazu nacistov so esperantski spomenik porušili že leta 1941, vendar so pred porušenjem uspeli odstraniti in zavarovati najpomembnejše dele, kot so besedila, podobo Zamenhofa in esperantska zvezdo. Po osvoboditvi je bil na pobudo g. Boona spomenik obnoviljen in je bil ponovno odkrit leta 1950.
Spominsko pokopališče Hoge Berg Texel se nahaja med Den Burgom in Oudeschildom. Tu je pokopanih 476 oseb, ki so bile del 822. gruzijskega bataljona v Wehrmachtu.

## Staro vaško jedro
Zemljevid starega središča Den Burga.

## Religija
Ikonični De Burght na Binnenburgu je bil zgrajen v 15. stoletju. Stolp te cerkve ima kamnit zvonik. V vasi je tudi menonit Vermaning. Druge cerkve v Den Burgu so Rimskokatoliška cerkev Janeza Krstnika iz 19. stoletja, Reformirana cerkev, Svobodni baptisti, Jehovove priče in Bahajski tempelj.

## Rojeni v Den Burgu
- Willem Eduard Bok (1846-1904), državni sekretar Južnoafriške republike
- Kees de Jager (1921-2021), astronom, pionir vesoljskih raziskav
- Jan Wolkers pisatelj in umetnik

## Izobraževanje
V Den Burgu se nahaja Skupnost javnih šol De Hogeberg, ki otrokom nudi srednješolsko izobraževanje. Na voljo je izobraževanje za VMBO, HAVO in VWO. V vasi je pet osnovnih šol: Jac. P. Thijsseschool (javna), De Fontein (protestantsko-krščanska), Jozefschool (rimokatoliška), Kompasschool (posebno izobraževanje) in šola Vrije ( antropozofija ).

## Slike
- Vaški pogled
- Reformirana cerkev
- Skulptura na ribji tržnici
- Pogled po Den Burgu
- Grb De Burga po Polderhuisuju